# Myrichthys pantostigmius
Myrichthys pantostigmius är en fiskart som beskrevs av Jordan och Mcgregor, 1898. Myrichthys pantostigmius ingår i släktet Myrichthys och familjen Ophichthidae. IUCN kategoriserar arten globalt som livskraftig. Inga underarter finns listade i Catalogue of Life.